# Glagolka
Glagolka ali gama sovka (znanstveno ime Autographa gamma) je vrsta sovk, ki je škodljivec kmetijskih rastlin.

## Opis in biologija
Odrasel metulj meri čez krila od 30 do 45 mm. rjavkasto sive barve, z rdečkasto rjavimi odtenki in značilno belo progo v obliki črke gama, po kateri je vrsta dobila ime.
Glagolka spada med izrazite selivce, saj lahko preletava velike razdalje. Ob množičnih pojavih lahko gosenice povzročijo precejšnjo škodo. 
Ličinke so zelene barve z belimi lisami, dosežejo pa dolžino okoli 30 mm. Na sprednjem delu imajo tri pare nožic. Objedajo več kot 200 različnih rastlin, med drugim tudi grah (Pisum sativum), sladkorno peso (Beta vulgaris) in zelje (Brassica oleracea).
Buba je sprva zelene barve, kasneje pa potemni in je na koncu črna. Iz bube se, običajno v maju, izleže odrasel metulj, ki se po dnevu ali dveh prvič pari, samice pa nato po enem do petih dni izležejo jajčeca na spodnjo stran listov različnih rastlinskih vrst. V Sloveniji se običajno pojavita dva rodova glagolke, prezimijo pa različni stadiji škodljivca. Imagi poginejo po treh do 19 dneh.